# 태양의 거리 (1959년 영화)
"태양의 거리"는 1959년 공개된 대한민국의 영화이다.

## 배역
- 황해
- 김승호
- 박암
- 윤인자
- 김진규
- 주선태
- 엄앵란
- 김지미
- 장혁